# Tulipe

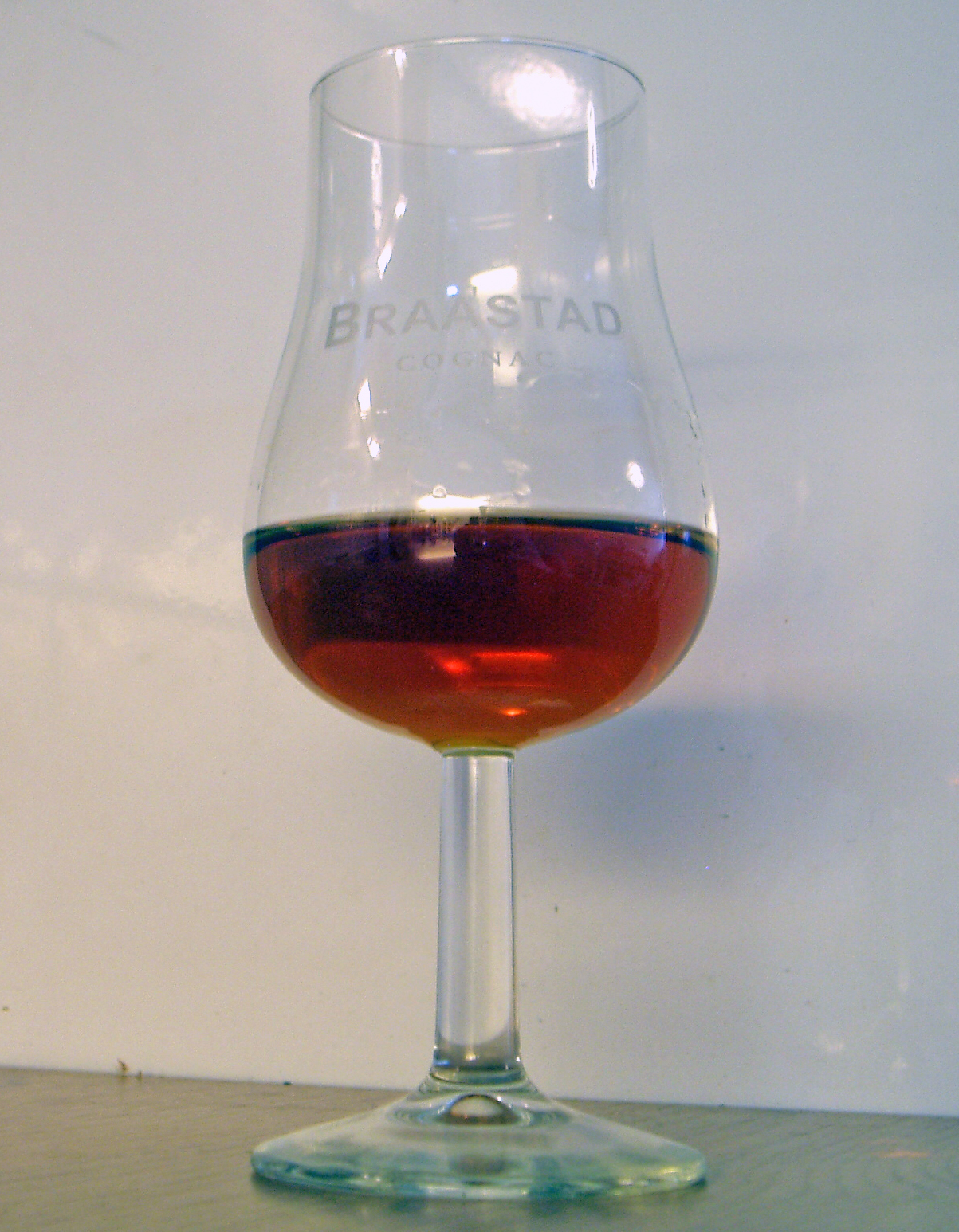
Un tulipe grande da Cognac

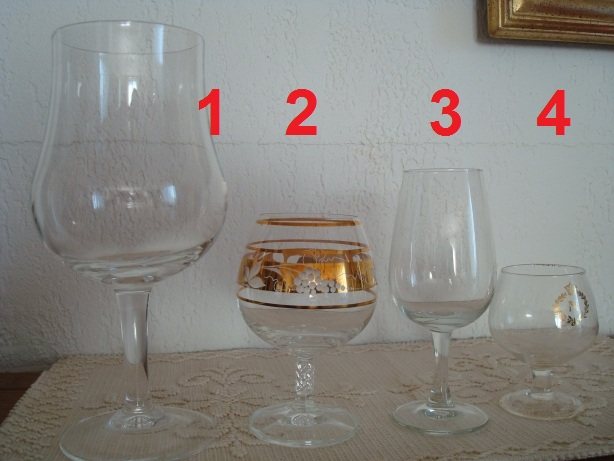
Tipi di tulipe : Per degustazione di vino (1 da, 2 e 3 da), e da Cognac (4).

Si indica con la parola tulipe (termine francese che letteralmente significa "tulipano") un bicchiere dal gambo sottile, dal calice corto ed arrotondato, con una leggera svasatura sull'imboccatura, dalla forma che ricorda appunto il tulipano. Vini bianchi giovani e freschi vengono valorizzati da questo bicchiere, di cui esistono versioni più grandi e panciute adatte a valorizzare bianchi più importanti, un rosato o un rosso molto giovane, o addirittura liquori. È anche considerato come uno dei più versatili bicchieri da birra.